# Арсеній (Митрофанов)
Арсеній Святогірський (в миру Олексій Якович Митрофанов; 1805, місто Лівни, Орловської губернії — 12 жовтня 1859, Святогірський монастир) — архімандрит, настоятель Святогірського монастиря.
Зарахований до лику святих Української Православної Церкви 8 травня 2008, вшановується в лику преподобних, пам'ять відбувається 11 (24) серпня.

## Біографія
Народився в 1805 році в м. Лівни, Орловської губернії.
В 1832 році з благословення Серафима Саровського відправився в Соловецький монастир, де жив до квітня 1833 року.
В 1835 році Олексій Митрофанов поступив в знамениту Глинську пустинь, що славилася великими подвижниками благочестя.
В 1839 році ігумен Філарет постриг Олексія в мантію з нареченням імені Арсен, в цьому ж році отець Арсеній був висвячений в ієродиякона.
В 1841 році висвячений в ієромонаха і призначений скарбником монастиря
В 1842 році він познайомився з подружжям Потьомкіних, власниками Святогірського маєтку в Харківській губернії. І за їх клопотанням в 1844 році став першим настоятелем Святогірського монастиря в управлінні нової обителі він ввів статут Глинської пустині, повністю наслідуючи її настоятелю ігумену Філарету (Данилевському); також звертався до Оптинських старців.
12 жовтня 1859 року о 6 годині 30 хвилин ранку архімандрит Арсеній мирно помер. І похований в печерах. Згодом над могилою старця була споруджена церква на честь Олексія чоловіка Божого.
В 1922 році боячись наруги від безбожної влади, мощі старця були перепоховані благочестивою братією.